# Acueducto de Setúbal
El acueducto de Setúbal, o acueducto de los Arcos (en portugués, aqueduto dos Arcos) es un acueducto que tenía su inicio en la Arca d'Agua (Alferrara) y terminaba en el centro de la ciudad de Setúbal.
Construido a finales del siglo XV, posiblemente hacia 1487, durante el reinado de Juan II de Portugal, se prolongaba varios kilómetros, desde la naciente en el municipio de Palmela, hasta a las murallas de la ciudad. En 1693, fue construido el Chafariz do Sapal, una fuente, en frente del edificio de los Paços del Municipio de Setúbal.
El abastecimiento de agua a la ciudad dejó, sin embargo, de depender de este acueducto y la expansión urbanística de la ciudad redujo los vestigios del acueducto a algunos trozos, uno de los cuales se localiza en el centro de la ciudad, en el lugar del antiguo campo de fútbol del Victoria de Setúbal (carretera de los Arcos).
El acueducto fue declarado Inmueble de Interés Público por el Decreto n.º 516/71, de 22 de noviembre de 1971.
|                       |
| Acueducto de Setúbal. |

|                                         |
| Fuente en la Arca de agua en Alferrara. |

|                          |
| Entre Setúbal y el Arca. |

|                          |
| A la entrada de Setúbal. |